# Clase New Mexico
La clase New Mexico fue una serie de acorazados de la Armada de los Estados Unidos que contó con tres unidades y cuya construcción comenzó en 1915. Su diseño incorporó las mejoras realizadas en los buques de la clase Nevada, construidos tres años antes.
Mantuvieron el esquema de 12 cañones principales (montados en cuatro torres triples) de la clase Pennsylvania, pero con un calibre superior (356 mm). Para el diseño del casco se adoptó una proa de violín (también llamada proa clíper o proa atlántica), que mejoraba las cualidades de navegación y una de las unidades, el New Mexico, incorporó un sistema de transmisión diésel-eléctrica.
Ocho de sus baterías secundarias estaban situadas en la proa y la popa del buque, en una posición muy expuesta a los embates del mar, por lo que fueron retiradas. Los restantes cañones secundarios de 127 mm se montaron en la superestructura, lo que constituyó una gran mejora respecto a la ubicación en los acorazados más antiguos de la armada.

## Historia de la clase

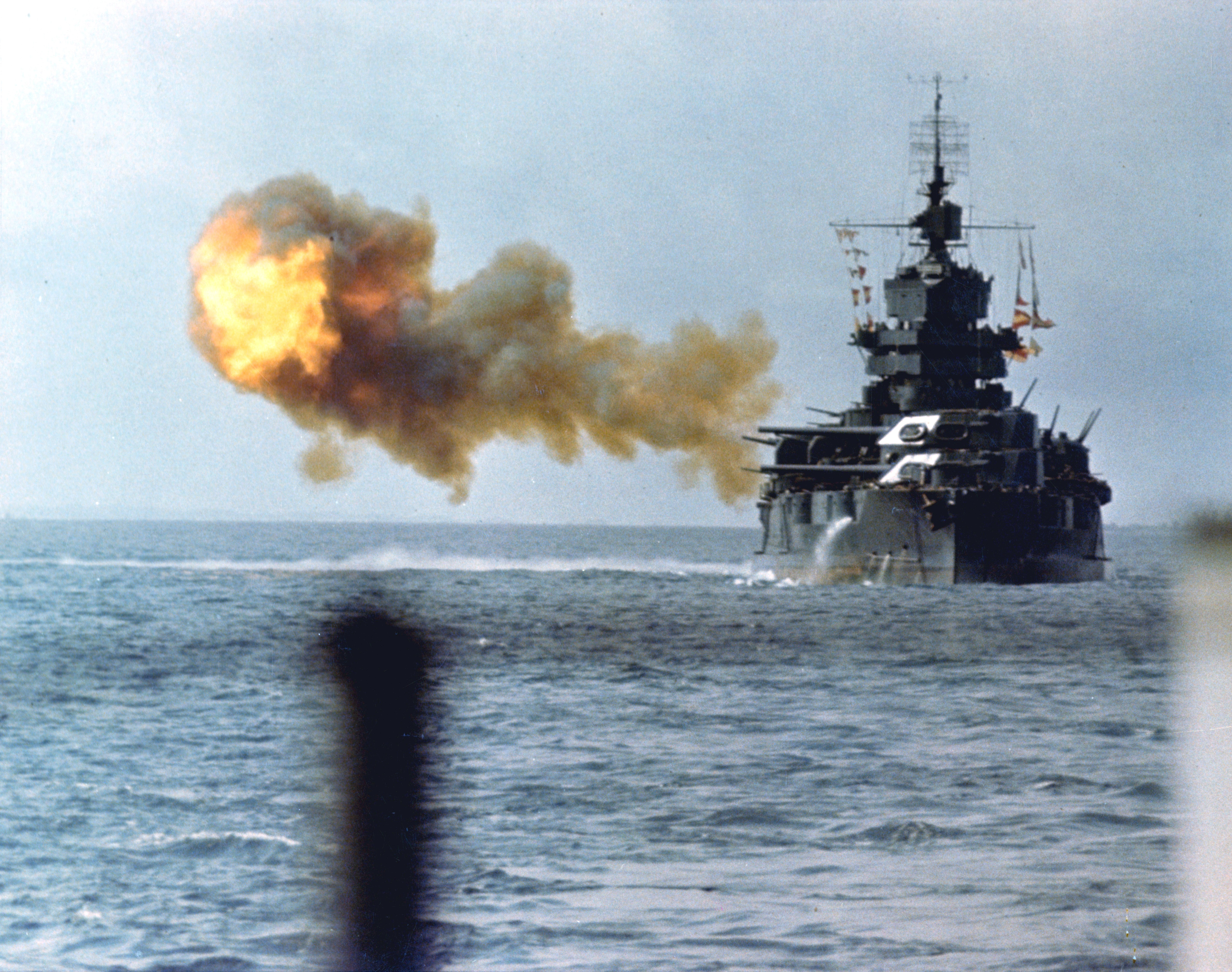
El bombardea Okinawa el 1 de abril de 1945. Se puede distinguir fácilmente de sus gemelos por el mástil principal y las torres simples de 127 mm (visibles entre los tubos de las torres principales delanteras y apuntando a estribor del buque). El Idaho era el único con esta configuración.

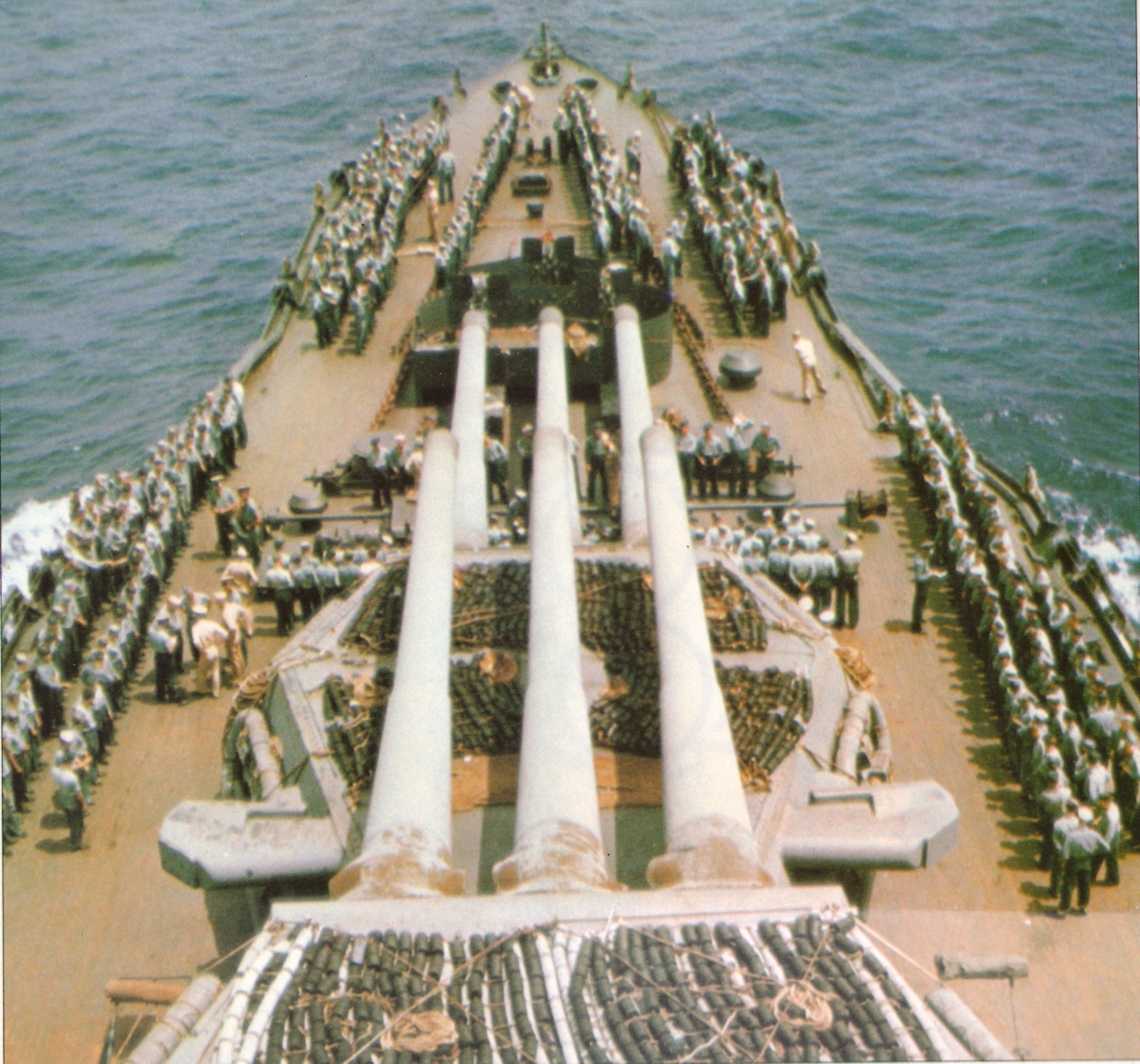
Cubierta de proa de uno de los New Mexico el 30 de julio de 1944, mostrando su dos torres triples de 356 mm.

Completados al final de la Primera Guerra Mundial, los tres New Mexico fueron miembros activos de la flota de acorazados durante el período de entreguerras. Todos fueron modernizados entre 1931 y 1934, recibiendo nuevas superestructuras, direcciones de tiro mejoradas, nuevos motores, mayor blindaje y más y mejores cañones antiaéreos. La instalación de protección antitorpedos aumentó su manga a 32,39 m, añadiéndoles 1000 toneladas más de desplazamiento.
Los barcos de la clase New Mexico eran fieles representantes del concepto tradicional del acorazado de la Armada de los Estados Unidos, una flota formada por unidades con características muy homogéneas, que maniobraba y combatía formando un bloque en lugar de agrupar los navíos en escuadras en función de su velocidad de maniobra. El modelo "normalizado" de acorazado implicaba una velocidad moderada de 21 nudos, un estrecho radio de combate de 700 yardas (640 m) y un control de daños mejorado. Otros acorazados que compartían estas características eran los de las clases Nevada , Pensylvania y Tennessee.
Para contrarrestar la amenaza de la armada alemana, estos buques se integraron en la Battleship Divission 3 y se transfirieron del océano Pacífico al Atlántico en 1941, dejando a la flota del Pacífico de Estados Unidos en manifiesta inferioridad de condiciones frente a la armada imperial japonesa. Enviados de vuelta al Pacífico tras el ataque a Pearl Harbour combatieron activamente durante toda la guerra contra Japón hasta la victoria final, en agosto de 1945. Sus cañones proporcionaron apoyo vital en multitud de invasiones anfibias que marcaron el desarrollo del conflicto en el Pacífico. El Mississippi participó en la batalla del golfo de Leyte, la última ocasión en la historia en la que grupos de acorazados lucharon frente a frente. El New Mexico y el Idaho fueron dados de baja rápidamentre al finalizar, pero el Mississippi continuó en servicio durante una década más, convertido en buque escuela y banco de pruebas para nuevas armas. Los primeros misiles lanzados por un buque de la armada de los Estados Unidos lo fueron desde este buque.

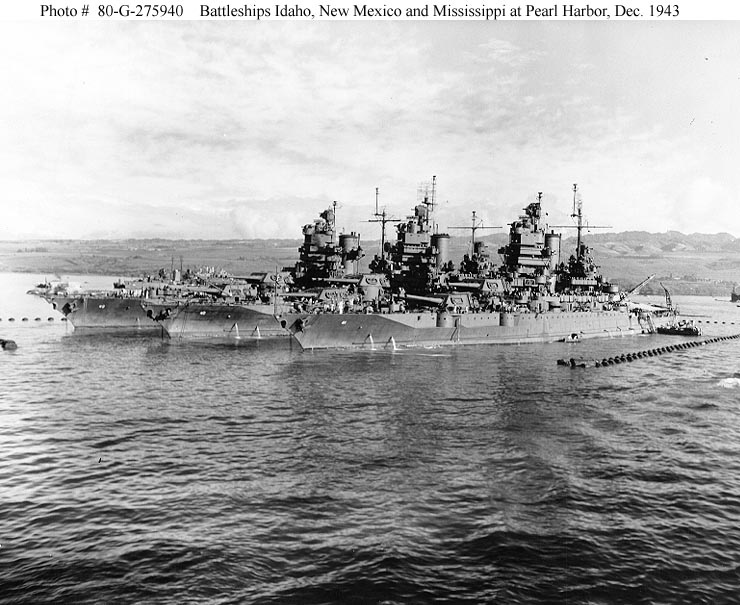
Los acorazados Idaho, Nuevo México, y Misisipi en Pearl Harbour en diciembre de 1943.

## Historia del diseño
El proyecto inicial, bautizado como Battleship 1916 estuvo muy influido por la inminente aparición del cañón naval de 406 mm. Este cañón todavía no había pasado su fase de pruebas y aunque prometía disparar proyectiles con el doble de potencia que los cañones de 356 mm de la época, existía el riesgo de fuese un proyecto fallido y entonces habría que esperar a que se solventasen sus problemas de diseño o a que se diseñasen unos nuevos partiendo de cero. El primer diseño que se ofreció al Departamento de construcción y reparación de la armada (Bureau of Construction and Repair, abreviado como C&R) era el de un buque con 10 cañones de 406 mm, 8 tubos lanzatorpedos, blindaje mejorado y baterías secundarias equipadas con cañones de 152 mm. El comité consultivo de la armada argumentaba que el aumento del calibre de las armas principales de los acorazados era una necesidad incuestionable dante el incremento de alcance que habían experimentado los torpedos. En agosto de 1914 se probó con éxito el cañón de 406 mm, pero era demasiado tarde para la clase New Mexico, cuyos planos ya habían sido presentados al Secretario de la US Navy, Josephus Daniels. El incremento en el coste, así como en el desplazamiento bruto de los buques hizo surgir nuevos contratiempos: el comité consultivo quería un buque tecnológicamente más avanzado, el C&R quería una simple versión mejorada de la clase Pennsylvania y el Secretario de la armada y la Cámara de representantes protestaron airadamente por el aumento de coste del proyecto.
La convicción general era que las grandes potencias marítimas pasarían a utilizar como armamento principal los cañones de 381 o de 406 mm en sus nuevos diseños. Se apresuraron una serie de nuevos diseños que incluían los de un clase Pennsylvania (de 31 000 toneladas de desplazamiento) modificado para portar 8 cañones de 406 mm. Nadie quedó muy satisfecho con esa propuesta, pero sin embargo, tras realizar pequeños cambios en los planos, se acabaría convirtiendo en el diseño base de la clase Colorado. El 30 de julio el Secretario de la armada ordenó que los New Mexico serían una reproducción de los de la clase Pensilvania, exceptuando la inclusión de la proa tipo clíper y un sistema de propulsión experimental para el buque inicial de la clase.
Aunque en un principio solo se construirían dos buques (el New Mexico y el Idaho), se añadió un tercero (el Mississippi) con los fondos obtenidos tras la venta a Grecia de los obsoletos pre-dreadnoughts USS Mississippi (BB-23) y USS Idaho (BB-24).

## Barcos de esta clase

### Buques de la clase
• USS New Mexico (BB-40)
• USS Mississippi (BB-41)
• USS Idaho (BB-42)